# Clásica de Sabiñánigo
Die Clásica de Sabiñánigo oder Clásica Zaragoza-Sabiñanigo war ein spanisches Eintagesrennen im Straßenradsport.
Die erste Austragung fand 1969 unter dem Namen Clásica Zaragoza-Sabiñanigo in der Region rund um Zaragosa statt. Ab 1992 wurde das Rennen umbenannt in Clásica de Sabiñánigo und die Strecke führte nun rund um Sabiñánigo in der Provinz Huesca, Autonome Gemeinschaft Aragonien. Die Streckenlänge variierte zwischen 162 km (1990) bis 206 km (1995). Die letzte Austragung des Rennens fand 2001 statt. Erfolgreichster Radsportler war Enrique Martínez Heredia mit drei Siegen.

## Sieger
| Jahr                        | Sieger                    | Zweiter                   | Dritter                      |
| Clásica Zaragoza-Sabiñanigo |                           |                           |                              |
| --------------------------- | ------------------------- | ------------------------- | ---------------------------- |
| 1969                        | Domingo Perurena          | Santiago Lazcano          | Sebastián Fernández          |
| 1970                        | Luis Zubero               | Domingo Perurena          | Vicente López Carril         |
| 1971                        | Agustín Tamames           | Domingo Perurena          | José Manuel López            |
| 1972                        | Segundo Goicoechea        | José Manuel López         | Pedro Torres Cruces          |
| 1973                        | Antonio Martos            | Vicente López Carril      | José Pesarrodona             |
| 1974                        | Miguel María Lasa         | Juan Zurano               | Manuel Esparza               |
| 1975                        | Domingo Perurena          | Gonzalo Aja               | Fernando Plaza               |
| 1976                        | Enrique Martínez Heredia  | Santiago Lazcano          | Vicente López Carril         |
| 1977                        | José Martins              | Enrique Martínez Heredia  | Andrés Gandarias             |
| 1978                        | Enrique Martínez Heredia  | Antonio Menéndez González | Anastasio Greciano           |
| 1979                        | Andrés Oliva              | Julián Andiano            | Alberto Fernández Blanco     |
| 1980                        | José Luis Viejo           | José Luis Laguía          | Imanol Murga                 |
| 1981                        | Enrique Martínez Heredia  | Eulalio García            | José Luis Rodríguez Inguanzo |
| 1982                        | Pedro Delgado             | Francisco Albelda         | Jaime Vilamajo               |
| 1983                        | Eduardo Chozas            | Faustino Rupérez          | Ricardo Zúñiga               |
| 1984                        | Alfonso Gutiérrez         | Miguel Ángel Iglesias     | Imanol Murga                 |
| 1985                        | Iñaki Gastón              | José Luis Laguía          | Antonio Esparza              |
| 1986                        | Mariano Sánchez           | Joaquín Faura             | Óscar de Jesús Vargas        |
| 1987                        | Ángel Camarillo           | Stephen Hodge             | Melchor Mauri                |
| 1988                        | Alfonso Gutiérrez         | Casimiro Moreda           | Jesús Suárez Cueva           |
| 1989                        | Álvaro Pino               | nicht gewertet            | nicht gewertet               |
| 1990                        | Jean-Pierre Heynderickx   | Juan Carlos González      | José Enrique Carrera         |
| 1991                        | Jerry Cooman              | Adrie van der Poel        | Jean-Pierre Heynderickx      |
| Clásica de Sabiñanigo       |                           |                           |                              |
| 1992                        | Mathieu Hermans           | Jerry Cooman              | Malcolm Elliott              |
| 1993                        | Asier Guenetxea           | Manuel Fernández Ginés    | Ángel Edo                    |
| 1994                        | Serge Baguet              | Stefano Zanatta           | Frank Vandenbroucke          |
| 1995                        | Fernando Escartín         | Stefano Della Santa       | Gerd Audehm                  |
| 1996                        | Arsenio González          | Francisco José García     | David García Dapena          |
| 1997                        | Armand de Las Cuevas      | David Etxebarría          | César Solaun                 |
| 1998                        | Igor González de Galdeano | Charles Guilbert          | Ginés Salmerón               |
| 1999                        | Tristan Hoffman           | Andreas Klier             | Jeremy Hunt                  |
| 2000                        | Davide Casarotto          | Gianni Faresin            | Paolo Lanfranchi             |
| 2001                        | Ángel Vicioso             | Eleuterio Anguita         | Stefano Casagranda           |